# エリッサ (日本の歌手)
A.Lyssa（エリッサ）は、日本の歌手、エンターテイナー、スーパーヒーローアーティスト。oAno entertainment所属。

## 略歴
- 2006年 ソロアーティスト「ELYTTA」として活動開始。
- 2014年 「A.Lyssa mesmerize」[1]として活動開始
- 2015年 ソロアーティスト「A.Lyssa」[2]として活動開始
- 2016年 暗闇ボクシングフィットネス「b-monstar」にてインストラクター・パーソナルトレーナーとして活動[3][4]
- 2018年12月 - 同年10月に行われたオーディションコンテスト「DIAMONDS」[5]にて一般投票・ネット票・審査員票を勝ち取り、グランプリとして受賞し、oAno entertainment所属[3]
- 2019年３月 - TOKYO GIRLS MUSIC FES 2019にオープニングアクトとして出演。[6]

## 音楽
レーベルはJAZZERO。

### シングル
配信シングル
|     | 配信日       | タイトル   |
| --- | ------------ | ---------- |
| 1st | 2019年4月5日 | Super Hero |

## 受賞
2018年10月 - DIAMONDSにてグランプリを受賞　